# Composizioni di Fryderyk Chopin

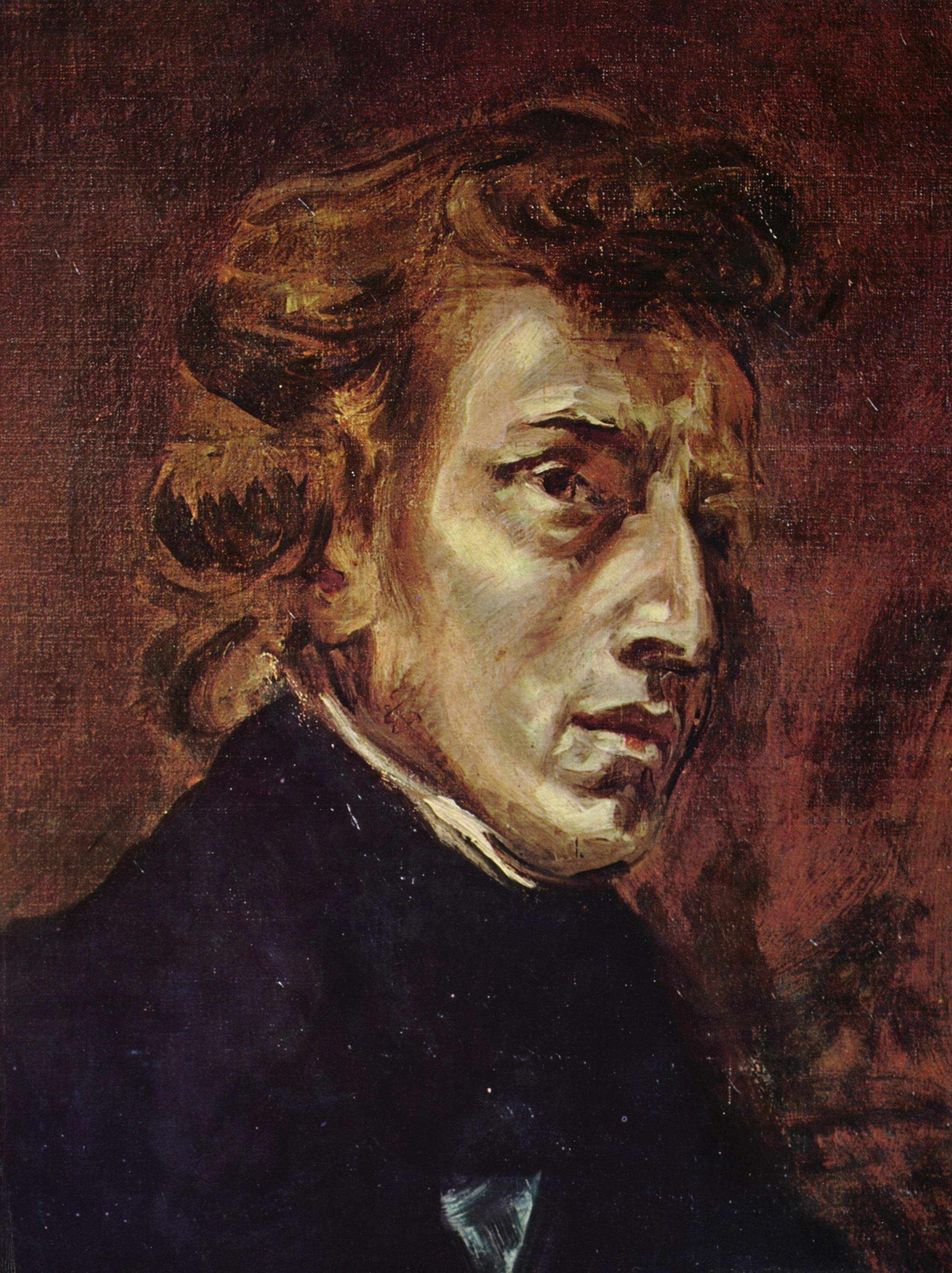
Chopin ritratto da Eugène Delacroix nel 1838.

Lista delle composizioni di Fryderyk Chopin (1810-1849), ordinate per genere.
Sono comprese nell'elenco tutte le composizioni autentiche e giunte a noi del compositore polacco. Sono esclusi dunque:
le composizioni perdute o inaccessibili
- gli schizzi
- gli arrangiamenti e le trascrizioni da altri compositori
- gli esercizi
- le composizioni di dubbia attribuzione e quelle apocrife.

Per le datazioni delle opere, in parte molto controverse, si è cercato di indicare quelle che raccolgono i maggiori consensi tra gli studiosi.

Dopo il titolo della composizione sono indicati tra "virgolette e in corsivo" i titoli aggiuntivi tradizionali, ma non originali, con i quali sono conosciute alcune delle opere più popolari.

La sigla KK indica la classificazione di Krystyna Kobylańska nel suo catalogo tematico. (Vedi sotto la Bibliografia e i Collegamenti esterni)

## Pianoforte solo

### Ballate
- Ballata n. 1 in Sol minore op. 23 (1831-35)
- Ballata n. 2 in Fa maggiore op. 38 (1836-39)
- Ballata n. 3 in La bemolle maggiore op. 47 (1840-41)
- Ballata n. 4 in Fa minore op. 52 (1842)

### Improvvisi
- Improvviso n. 1 in La bemolle maggiore op. 29 (1837)
- Improvviso n. 2 in Fa diesis maggiore op. 36 (1838-1839)
- Improvviso n. 3 in Sol bemolle maggiore op. 51 (1842)
- Improvviso in Do diesis minore op. 66 (Fantasia-Improvviso) (1835)

### Mazurche
- 4 mazurche op. 6 (1830-31)

1. in Fa diesis minore
2. in Do diesis minore
3. in Mi maggiore
4. in Mi bemolle minore

- 5 mazurche op. 7 (1830-31)

1. in Si bemolle maggiore
2. in La minore
3. in Fa minore
4. in La bemolle maggiore
5. in Do maggiore

- 4 mazurche op. 17 (1832-33)

1. in Si bemolle maggiore
2. in Mi minore
3. in La bemolle maggiore
4. in La minore

- 4 mazurche op. 24 (1833-34)

1. in Sol minore
2. in Do maggiore
3. in La bemolle maggiore
4. in Si bemolle minore

- 4 mazurche op. 30 (1836-37)

1. in Do minore
2. in Si minore
3. in Re bemolle maggiore
4. in Do diesis minore

- 4 mazurche op. 33 (1837-38)

1. in Sol diesis minore
2. in Do maggiore
3. in Re maggiore
4. in Si minore

- 4 mazurche op. 41 (1838-39)

1. in Do diesis minore
2. in Mi minore
3. in Si maggiore
4. in La bemolle maggiore

- Mazurca in La minore (Notre temps), KK IIb/4 (1840-41)
- Mazurca in La minore, KK IIb/5 (1840)
- 3 mazurche op. 50 (1841-42)

1. in Sol maggiore
2. in La bemolle maggiore
3. in Do diesis minore

- 3 mazurche op. 56 (1843)

1. in Si maggiore
2. in Do maggiore
3. in Do minore

- 3 mazurche op. 59 (1845)

1. in La minore
2. in La bemolle maggiore
3. in Fa diesis minore

- 3 mazurche op. 63 (1846)

1. in Si maggiore
2. in Fa minore
3. in Do diesis minore

- 4 mazurche op. post. 67

1. in Sol maggiore (1835)
2. in Sol minore (1848)
3. in Do maggiore (1835)
4. in La minore (1846)

- 4 mazurche op. post. 68

1. in Do maggiore (1829)
2. in La minore (1827)
3. in Fa maggiore (1829)
4. in Fa minore (1849, ultima composizione)

- 2 mazurche, KK IIa/2,3 (1826)

1. in Sol maggiore
2. in Si bemolle maggiore

- Mazurca in Re maggiore (1820?)
- Mazurca in Re maggiore, KK IVb/7 (1826-27, I versione di KK IVb/2)
- Mazurca in Re maggiore, KK IVb/2 (1832, II versione di KK IVb/7)
- Mazurca in Si bemolle maggiore, KK IVb/1 (1832) (dedicata ad A. Wołowska)
- Mazurca in Do maggiore, KK IVb/3 (1833)
- Mazurca in La bemolle maggiore, KK IVb/4 (1834)

### Notturni
- 3 notturni op. 9 (1829-31)

1. in Si bemolle minore
2. in Mi bemolle maggiore
3. in Si maggiore

- 3 notturni op. 15 (1831-33)

1. in Fa maggiore
2. in Fa diesis maggiore
3. in Sol minore

- 2 notturni op. 27 (1835)

1. in Do diesis minore
2. in Re bemolle maggiore

- 2 notturni op. 32 (1836-37)

1. in Si maggiore
2. in La bemolle maggiore

- 2 notturni op. 37 (1838-39)

1. in Sol minore
2. in Sol maggiore

- 2 notturni op. 48 (1841)

1. in Do minore
2. in Fa diesis minore

- 2 notturni op. 55 (1843)

1. in Fa minore
2. in Mi bemolle maggiore

- 2 notturni op. 62 (1846)

1. in Si maggiore
2. in Mi maggiore

- Notturno op. 72 n. 1 in Mi minore op. post. (1827)
- "Notturno" in do diesis minore (Lento con gran espressione) o. op. KK IVa/16 (1830)
- Notturno in Do minore KK IVb/8 (1827 ?)
- A. 1/6: Notturno in Do diesis minore (Nocturne oubliée) (spurio)

### Polacche
- Polacca in Sol minore o. op. KK IIa/1 (Dedicata a Wiktoria Skarbek, 1817)
- Polacca in Si bemolle maggiore o. op. KK IVa/1 (1818)
- Polacca in La bemolle maggiore o. op. KK IVa/2 (Dedicata a W. Żywny, 1821)
- Polacca in Sol diesis minore o. op. KK IVa/3 (Dedicata a Mme Du-Pont, 1823)
- Polacca in Si bemolle minore o. op. KK IVa/5 su un tema da La gazza ladra (1826)
- Polacca in Sol bemolle maggiore o. op. KK IVa/8 (1829)
- 2 polacche op. 26 (1832-35)

1. in Do diesis minore
2. in Mi bemolle minore

- 2 polacche op. 40

1. in La maggiore "Militare" (1838)
2. in Do minore (1838-39)

- Polacca in Fa diesis minore op. 44 (1841)
- Polacca in La bemolle maggiore op. 53 "Eroica" (1842)
- Polacca-Fantasia in La bemolle maggiore op. 61 (1845-46)
- 3 polacche op. post. 71

1. in Re minore (1827)
2. in Si bemolle maggiore (1828)
3. in Fa minore (1828)

### Preludi
- 24 preludi op. 28 (Inizio composizione 1831 circa, in ogni caso terminati al più tardi il 22 gennaio 1839. Vista l'incertezza della datazione si rinuncia a indicarla per i singoli preludi. I titoli non sono autografi, bensì arbitrariamente aggiunti dopo la loro pubblicazione in Inghilterra, altri da Alfred Cortot; già George Sand durante il soggiorno a Maiorca aveva voluto trovare riferimenti impressionistici ad alcuni Preludi; è da precisare che Chopin era infastidito da tali iniziative e non apprezzava eventuali associazioni di titoli descrittivi ai propri lavori; si tratta comunque di un tentativo di forzare la perfezione di composizioni che non hanno bisogno di alcun titolo esplicativo.[2])

1. Preludio op. 28 n. 1 in Do maggiore
2. Preludio op. 28 n. 2 in La minore
3. Preludio op. 28 n. 3 in Sol maggiore - Tu, Arte, sei come un fiore
4. Preludio op. 28 n. 4 in Mi minore
5. in Re maggiore - Incertezza
6. Preludio op. 28. n.6 in Si minore - Campane che rintoccano
7. Preludio op. 28 n. 7 in La maggiore - Danza polacca
8. in Fa diesis minore - Disperazione
9. in Mi maggiore - Visione
10. in Do diesis minore - La falena notturna
11. in Si maggiore - Libellula
12. in Sol diesis minore -
13. in Fa diesis maggiore - Smarrimento
14. in Mi bemolle minore - Paura
15. Preludio op. 28 n. 15 in Re bemolle maggiore - La goccia d'acqua
16. in Si bemolle minore
17. in La bemolle maggiore - Una scena in Place de Notre Dame de Paris
18. in Fa minore
19. in Mi bemolle maggiore - Sincera contentezza
20. Preludio op. 28 n. 20 in Do minore
21. in Si bemolle maggiore -
22. in Sol minore - Impazienza
23. in Fa maggiore - Un'escursione in barca
24. in Re minore - La tempesta

- Preludio in Do diesis minore op. 45 (1841)
- Preludio in La bemolle maggiore o. op., KK IVb/7 (Dedicato a Pierre Wolff, 1834)

### Rondò
- Rondò in Do minore op. 1 (1825)
- Rondò à la Mazur in Fa maggiore op. 5 (1826)
- Rondò in Mi bemolle maggiore op. 16 (1832)
- Rondò in Do maggiore op. post. 73 per due pianoforti (1828) (versione per pianoforte solo, 1830 o 1831)

### Scherzi
- Scherzo n. 1 in Si minore op. 20 (1831-32)
- Scherzo n. 2 in Si bemolle minore op. 31 (1837)
- Scherzo n. 3 in Do diesis minore op. 39 (1838-39)
- Scherzo n. 4 in Mi maggiore op. 54 (1841-42)

### Sonate
- Sonata n. 1 in Do minore op. 4 (1828)
- Sonata n. 2 in Si bemolle minore op. 35 (1836-1839)
- Sonata n. 3 in Si minore op. 58 (1844)

### Studi
- Op. 10

1. N. 1: Studio in Do maggiore (1830)
2. N. 2: Studio in La minore (1830)
3. N. 3: Studio in Mi maggiore (1832)
4. N. 4: Studio in Do diesis minore (1832)
5. N. 5: Studio in Sol bemolle maggiore (1830)
6. N. 6: Studio in Mi bemolle minore (1830)
7. N. 7: Studio in Do maggiore (1832)
8. N. 8: Studio in Fa maggiore (1829)
9. N. 9: Studio in Fa minore (1829)
10. N. 10: Studio in La bemolle maggiore (1829)
11. N. 11: Studio in Mi bemolle maggiore (1829)
12. N. 12: Studio in Do minore (1831) Rivoluzionario

- Op. 25

1. N. 1: Studio in La bemolle maggiore
2. N. 2 Studio in Fa minore
3. N. 3 Studio in Fa maggiore
4. N. 4 Studio in La minore
5. N. 5: Studio in Mi minore
6. N. 6 Studio in Sol diesis minore
7. N. 7 Studio in Do diesis minore
8. N. 8 Studio in Re bemolle maggiore
9. N. 9 Studio in Sol bemolle maggiore
10. N. 10 Studio in Si minore
11. N. 11: Studio n. 11 in La minore
12. N. 12 Studio in Do minore

- Tre Nuovi Studi

1. N. 1 Studio in Fa minore
2. N. 2 Studio in La bemolle maggiore
3. N. 3 Studio in Re bemolle maggiore

### Variazioni
- Variazioni Brillanti sul Rondò favorito "Je vends des scapulaires" dal Ludovic di Hérold e Halévy in Si bemolle maggiore op. 12 (1833)
- Variazioni su un'Aria nazionale tedesca in Mi maggiore (1825)
- Souvenir de Paganini, Variazioni in La maggiore sul Carnevale di Venezia (1828)
- Variazione n. 6 dall'Hexaméron in Mi maggiore su una Marcia de I puritani di Bellini KK IIb/2 (1836-1837)

### Valzer
- Gran Valzer brillante in Mi bemolle maggiore op. 18 (1831)
- Trois valses brillantes op. 34

1. in La bemolle maggiore (1835)
2. in La minore (1831)
3. in Fa maggiore (1838)

- Grande Valse in La bemolle maggiore op. 42 (1840)
- Trois valses op. 64 (1846)

1. in Re bemolle maggiore (1846)
2. in Do diesis minore (1846)
3. in La bemolle maggiore (1846)

- Deux valses op. post. 69

1. in La bemolle maggiore (1835)
2. in Si minore (1829)

- Trois valses op. post. 70

1. in Sol bemolle maggiore (1832)
2. in Fa minore (1840-1841)
3. in Re bemolle maggiore (1829)

- Valzer in Mi maggiore KK IVa/12 (1829)
- Valzer in La bemolle maggiore KK IVa/13 (1827)
- Valzer in Mi bemolle maggiore KK IVa/14 (1827)
- Valzer in mi minore KK IVa/15 (1830)
- Valzer in Mi bemolle maggiore (sostenuto) KK IVb/10 (1840)
- Valzer in La minore KK IVb/11 (1843?)
- Valzer 147 (di dubbia attribuzione)

### Altre composizioni per pianoforte
- Tarantella in La bemolle maggiore op. 43 (1841)
- Allegro de concert in La maggiore op. 46 (1832-1841)
- Fantasia in Fa minore op. 49 (1841)
- Berceuse in Re bemolle maggiore op. 57 (1843-1844)
- Barcarola in Fa diesis maggiore op. 60 (1845-1846)
- Marcia funebre in Do minore op. 72 n. 2 (1827)
- 3 scozzesi op. 72 n. 3 (1826)

1. in Re maggiore
2. in Sol maggiore
3. in Re bemolle maggiore

- Largo in Mi bemolle maggiore KK IVb/5' (1835 o 1836)
- Cantabile in Si bemolle maggiore KK IVb/6 (1834)
- Foglio d'album - Moderato in Mi maggiore KK IVb/12 (1843)
- Galop in La bemolle maggiore KK IVb/13 (1846)
- Bolero in La minore op. 19 (1830 o 1831)

### Studi contrappuntistici
- Canone in ottava in Fa minore KK IVc/1 (frammento, 1839?)
- Fuga in La minore KK IVc/2 (1841-42)

## Pianoforte a quattro mani
- Variazioni in Re maggiore KK IVa/6 su un'aria nazionale di Moore (1826)

## Due pianoforti
- Rondò in Do maggiore op. 73 a (Trascrizione per 2 pianoforti, 1828)

## Composizioni per pianoforte e orchestra

### Concerti
- Concerto in Mi minore, op. 11 (1830)
- Concerto in Fa minore, op. 21 (1829-30)

### Altro
- Variazioni su "La ci darem la mano" dal Don Giovanni di Mozart in Si bemolle maggiore op. 2 (1827)
- Grande Fantasia su arie polacche in La maggiore op. 13 (1828)
- Krakowiak. Gran Rondò da concerto in Fa maggiore, Op. 14 (1828)
- Andante spianato e Grande Polacca brillante in Mi bemolle maggiore op. 22 (1830-1835)

## Musica da camera

### Flauto e pianoforte
- Variazioni in Mi maggiore KK. Anh. Ia/5 sull'aria "Non più mesta" de La Cenerentola di Rossini (1829) (Attribuzione incerta, così come per la data).[3]

### Violoncello e pianoforte
- Introduzione e polacca brillante in Do maggiore op. 3 (1829-30)
- Gran duo concertante in Mi maggiore KK IIb/1 su temi di Robert le Diable di Meyerbeer (1832, scritto in collaborazione con Auguste Franchomme)
- Sonata per violoncello e pianoforte in Sol minore op. 65 (1845-46)

### Violino, violoncello e pianoforte
- Trio in Sol minore op. 8 (1828-29)

## Voce e pianoforte
- 19 canti op. post. 74 (1829-1847)

1. Życzenie (Desiderio), Sol maggiore, (1829)
2. Wiosna (La primavera), Sol minore, (1837-1838)
3. Smutna rzeka (Fiume triste), Fa diesis minore, (1831)
4. Hulanka (Baccanale), Do maggiore, (1830)
5. Gdzie lubi (Dove amano), La maggiore, (1829)
6. "Precz z moich oczu" (Lungi dagli occhi miei), La minore, (1830)
7. Poseł (Il messaggero), Re maggiore, (1830)
8. Śliczny chłopiec (Vezzoso garzone), Re maggiore, (1841)
9. Melodia, Sol maggiore, (1847)
10. Wojak (Il guerriero), La bemolle maggiore, (1830)
11. Dwojaki koniec (La doppia fine), Re minore, (1845)
12. Moja pieszczotka (Mia diletta), La bemolle maggiore, (1837)
13. Nie ma czego trzeba (Ciò che manca), La minore, (1845)
14. Pierścień (L'anello), Mi bemolle maggiore, (1836)
15. Narzeczony (Il fidanzato), Do minore, (1831)
16. Piosnka litewska (Canzone lituana), Fa maggiore, (1831)
17. Leci liście z drzewa (Cadono morte le foglie dell'albero), Mi bemolle minore (1836)
18. Czary (Incantesimo), Re minore, KK IVa/11 (1829-1830)
19. Dumka, La minore, KK IVb/9 (1840)

- Jakiez kwiaty, jakie wianki (Quali fiori, quali ghirlande), Sol maggiore, KK IVa/9 (1829)